# Leon Hirszman
Leon Hirszman (Río de Janeiro, Brasil, 22 de noviembre de 1937 — ib. 16 de septiembre de 1987) fue un director, guionista y productor brasileño.

## Biografía
Nació el 22 de noviembre de 1937 en Río de Janeiro, como el primogénito de una pareja de judío-polacos, Chaim Josek Hirszman y Sura Ryvka, que huyeron de las persecuciones antisemitas que se llevaron a cabo antes de estallar la Segunda Guerra Mundial. Sus dos hermanas, Shirley y Anita, nacieron en 1945 y 1947, respectivamente. 
Asistió en una escuela progresista judía, donde comenzó su interés por la política y el cine, y se graduó en Ingeniería con el fin de satisfacer los deseos de su madre. Se introdujo en el mundo del cine a través de cineclubes y trabajó con cineastas como Augusto Boal, Gianfrancesco Guarnieri y Oduvaldo Viana Filh. Fue un miembro fundador del Centro Popular de Cultura de la Unión Nacional de Estudiantes y a través de dicha organización produjo el cortometraje Pedreira de São Diogo, uno de los cinco episodio que formaron la película Cinco vezes favela (1962). En esta época, Hirsman se casó con la periodista Norma Pereira Rego, con quien tuvo a su primera hija, Irma, nacida en 1963.
En 1964 dirigió y escribió un documental sobre el analfabetismo en Brasil, Maioria Absoluta, que fue patrocinado por el Ministerio de Educación, y al año siguiente estrenó su primer largometraje, A Falecida. Este mismo año se volvió a casar, esta vez con la economista Maria Lafayette Aureliano da Silva; la hija de ambos, Maria, nació en 1966. 
São Bernardo (1971), adaptación de la novela homónima del escritor Graciliano Ramos que escribió y dirigió Hirszman, recibió el Kikito de Oro en el Festival de Cine de Gramado. En el año de su estreno se casó por tercera vez, con Mercedes Pires Fernandes, cuyo único hijo, João Pedro, nació en 1975. Durante los años 1970, el cineasta dirigió además una serie de cortometrajes sobre ecología (Ecologia, Megalópolis) y música (Partido Alto, Cantos do Trabalho). Su película Eles não Usam Black-Tie (1981), basada en la novela homónima de Gianfrancesco Guarnieri, ganó el premio especial del jurado en el Festival Internacional de Cine de Venecia y fue elegida la mejor película del año en Brasil.
Hirszman trabajó en la que sería su última película desde mediados de los años 1960, Imagens do Inconsciente (1987), formada por tres documentales dedicados a tres artistas esquizofrénico: Em busca do espaço cotidiano, sobre Fernando Diniz, No reino das mães sobre Adelina Gomes, y A barca do Sol sobre Carlos Perthuis. Hirszman murió de sida unos dos meses antes del estreno, el 16 de septiembre y en su ciudad natal; según las declaraciones de su hermana Shirley, el cineasta había contraído la enfermedad unos diez meses antes de su fallecimiento debido a una transfusión de sangre contaminada. 
Tras su muerte se estrenaron también el documental ABC da Greve (1990) y Bahia de Todos os Sambas (1996), rodados años antes.

## Filmografía
| Año  | Película                           | Rol      | Rol       | Rol       |
| Año  | Película                           | Director | Guionista | Productor |
| ---- | ---------------------------------- | -------- | --------- | --------- |
| 1962 | Cinco vezes Favela                 | Sí       | Sí        | Sí        |
| 1964 | Maioria Absoluta                   | Sí       | Sí        |           |
| 1965 | A Falecida                         | Sí       | Sí        |           |
| 1967 | Garota de Ipanema                  | Sí       | Sí        | Sí        |
| 1967 | El ABC del amor                    |          |           | Sí        |
| 1969 | Nelson Cavaquinho                  | Sí       |           |           |
| 1969 | América do Sexo                    | Sí       | Sí        |           |
| 1970 | A Vingança Dos Doze                |          |           | Sí        |
| 1971 | São Bernardo                       | Sí       | Sí        |           |
| 1971 | Faustão                            |          |           | Sí        |
| 1973 | Ecologia                           | Sí       |           |           |
| 1973 | Megalópolis                        | Sí       |           |           |
| 1975 | Cantos do Trabalho: Mutirão        | Sí       |           |           |
| 1976 | Cantos do Trabalho: Cana-de-açúcar | Sí       |           |           |
| 1976 | Cantos do Trabalho: Cacau          | Sí       |           |           |
| 1976 | Partido Alto                       | Sí       | Sí        |           |
| 1976 | Que País É Este?                   | Sí       | Sí        |           |
| 1978 | Carnaval do Povo                   | Sí       |           |           |
| 1981 | Eles não Usam Black-Tie            | Sí       | Sí        | Sí        |
| 1987 | Imagens do Inconsciente            | Sí       | Sí        | Sí        |
| 1990 | ABC da Greve                       | Sí       |           |           |
| 1996 | Bahia de Todos os Sambas           | Sí       |           |           |

## Premios y distinciones
Festival Internacional de Cine de Venecia
| Año  | Categoría                                                | Película                                        | Resultado |
| ---- | -------------------------------------------------------- | ----------------------------------------------- | --------- |
| 1981 | León de Plata - Gran Premio del Jurado-Mención honorable | Los que no usan corbata (Ellos no usan smoking) | Ganador   |
| 1981 | Premio FIPRESCI                                          | Los que no usan corbata (Ellos no usan smoking) | Ganador   |
| 1981 | Premio Pasinetti                                         | Los que no usan corbata (Ellos no usan smoking) | Ganador   |